# Espinoso del Rey
Espinoso del Rey é um município da Espanha na província de Toledo, comunidade autónoma de Castilla-La Mancha, de área 48 km² com população de 637 habitantes (2007) e densidade populacional de 12,47 hab/km².

## Demografia
| Variação demográfica do município entre 1991 e 2004 | Variação demográfica do município entre 1991 e 2004 | Variação demográfica do município entre 1991 e 2004 | Variação demográfica do município entre 1991 e 2004 |
| --------------------------------------------------- | --------------------------------------------------- | --------------------------------------------------- | --------------------------------------------------- |
| 1991                                                | 1996                                                | 2001                                                | 2004                                                |
| 653                                                 | 655                                                 | 576                                                 | 603                                                 |